# الشرف (الحيمة الخارجية)

تعديل مصدري - تعديل

الشرف هي إحدى قرى عزلة دروان بمديرية الحيمة الخارجية التابعة لمحافظة صنعاء، بلغ تعداد سكانها 241 نسمة حسب تعداد اليمن لعام 2004.